# Golyóbogyó

## Golyóbogyó
Golyóbogyónak nevezzük azokat a speciális plüssjátékokat amelyek golyó formájú kialakításúak, és azzal a különleges képességgel bírnak, hogy az aljukon elhelyezett babzsáktöltetnek köszönhetően elhajítva vagy elgurítva újra egyensúlyba állnak.
Elsősorban az USA-ban elterjedt játék, melyet díszként, stresszlabdaként, gyerekjátékként, sőt gyakran kutyajátékként is szívesen vásárolnak.
A játék felfedezője a Ty Inc., mely egy amerikai multinacionális játékgyártó vállalat, a központja az Illinois állambeli Oak Brookban található.
Különféle "mese és sportkarakterek"et is megjelenítenek ezen golyóbogyók formájában, például vasember, NHL csapatok, stb.
Méretváltozatai a golyóbogyó átmérőjét tekintve; 5 inch (12,5 cm); 8 inch (20,3 cm); 13 inch (33 cm) között találhatóak.